# Tomoki Ueda
Tomoki Ueda (japanisch 上田 智輝 Ueda Tomoki; * 3. März 1996 in der Präfektur Nara) ist ein japanischer Fußballspieler.

## Karriere
Tomoki Ueda erlernte das Fußballspielen in der Jugendmannschaft von Kyōto Sanga sowie in der Universitätsmannschaft der Kwansei-Gakuin-Universität. Von August 2014 bis Saisonende wurde er von der Universität an seinen Jugendverein ausgeliehen. Der Verein aus Kyōto spielte in der zweiten japanischen Liga, der J2 League. Seinen ersten Vertrag unterschrieb der Torwart im Januar 2018 beim Nara Club. Mit dem Verein aus Nara spielte er in der vierten Liga, der Japan Football League. Für Nara stand er elfmal zwischen den Pfosten. Im Januar 2021 wechselte er zum Zweitligisten Ōmiya Ardija  nach Ōmiya-ku. Sein Erstligadebüt gab Tomoki Ueda am 28. Februar 2021 im Auswärtsspiel gegen Mito Hollyhock. Hier stand er in der Startelf und spielte die kompletten 90 Minuten. Nach insgesamt 13 Ligaspielen wechselte er im Februar 2023 zum Zweitligaaufsteiger Fujieda MYFC.